# Diversions for Piano Left Hand and Orchestra
Diversions for Piano Left Hand and Orchestra (Diversions per a piano a mà esquerra i orquestra), op. 21, és una composició musical concertant de Benjamin Britten.

## Origen i context
Britten va escriure l'obra per al pianista vienès Paul Wittgenstein, que va perdre el seu braç dret a la Primera Guerra Mundial. Britten va conèixer Wittgenstein a Nova York el juliol de 1940 i va esbossar la peça l'agost a Owl's Head, Maine. Tot i que Wittgenstein es va queixar de l'orquestració, Britten inicialment va declinar fer cap canvi, però després va acceptar algunes petites alteracions. Per sempre, es va sentir amargat amb elles, i després de 1950 va revisar la partitura "per crear una versió oficial que faria que Wittgenstein deixés de tocar-la i va fer que la seva versió quedés obsoleta". Wittegenstein va conservar els drets d'execució durant un bon nombre d'anys, que va allunyar altres pianistes de realitzar l'obra.
Wittgenstein va interpretar l'estrena amb l'Orquestra de Filadèlfia sota la batuta d'Eugene Ormandy el 16 de gener de 1942. Els crítics de Filadèlfia van comentar més sobre Wittgenstein i el seu esforç com a pianista que no pas sobre la mateixa composició. The Philadelphia Record va descriure la partitura com "escrits amb enginy", mentre que Musical America va comentar la presència des dos "moments avorrits" en l'obra.